# Liérganesi halember
A liérganesi halember a kantábriai mitológia egyik alakja. A legenda szerint a 17. században született egy liérganesi családban, ember formájában, Francisco de la Vega Casar néven, később vízi életmódot folytatott, testén pedig halpikkelyek jelentek meg.

## A legenda
A 17. század közepén a kantábriai Liérganes faluban élt egy házaspár: Francisco de la Vega és María Casar, akiknek négy gyermekük volt, közülük a másodikat Franciscónak hívták. 1674-ben, Szent János napjának előestéjén Francisco néhány barátjával úszni ment a Miera folyóra. Miután levetkőzött, elkezdett folyásirányban úszni, mígnem elveszett szem elől. Mivel jó úszó volt, társai nem aggódtak érte, csak miután eltelt néhány óra, és még mindig nem jött vissza: ekkor már úgy vélték, bizonyára megfulladt. Egy más változat szerint anyja nem örült annak, hogy a fiú olyan sokat úszik, és egy alkalommal, amikor hiába hívta, hiába fenyegette veréssel, nem került elő, azt kiáltotta a levegőbe: „Akkor változz hallá!”. Olyan változat is van azonban, amely szerint tizenöt éves korában (addigra már megözvegyült) anyja Bilbao térségébe küldte a fiút, hogy ott ácsnak tanuljon, és ott tűnt el a vízben.
Öt évvel később a dél-spanyolországi Cádiz mellett halászok egy csoportja egy különös, emberszerű vízi lényre lett figyelmes, de amikor közelebb akartak hozzá menni, hogy jobban szemügyre vehessék, eltűnt. A következő napokban újra többször látták, mígnem végül kenyérdarabokkal etetve és hálókkal bekerítve sikerült csapdába ejteni. Amikor felvonták a fedélzetre, látták, hogy egy fiatal, erős testalkatú emberről van szól, ritka, vöröses hajjal, kopott körmökkel, akinek azonban hasán és hátán is halpikkelyek sora húzódott.
A halászok a különös teremtményt a Szent Ferenc-kolostorba vitték, majd miután ott „kiűzték belőle a gonosz lelkeket”, megpróbáltak neki kérdéseket feltenni különböző nyelveken, ám ő egyikre sem válaszolt. Több napnyi faggatózás után végül egyetlen szót tudtak belőle kipréselni: Liérganes. Csakhogy az itt élő embereknek fogalma sem volt róla, hogy ez a szó mit jelent, nem is sejtették, hogy majdnem 800 kilométerre északra létezik egy ilyen nevű falu. A hír lassacskán elterjedt a környéken, végül eljutott egy jándalóig, azaz egy kantábriai származású, Andalúziába bevándorolt személyig: ő ráismert a Liérganes névre. Ugyancsak ismerte Liérganest az inkvizíció egyik helyi embere, aki szintén járt már ott korábban.
Hamarosan a hír eljutott Liérganesbe is, ahol a helyiek elmondták: az egyetlen különös dolog, ami az utóbbi években ott történt, az Francisco de la Vega eltűnése volt öt évvel azelőtt. Ezután, 1680-ban a cádizi kolostor egy Juan Rosendo nevű szerzetese útnak indult a halemberrel Liérganesbe, hogy megbizonyosodhassanak a lény eredetéről. Amikor elérték a Dehesa-hegyet (mintegy másfél kilométerre a falutól), a szerzetes előreküldte a halembert, hogy mutassa innentől ő az utat. Ő ezt meg is tette, és anélkül, hogy egyszer is eltévedt volna, egyenesen egykori családjának házához ment, ahol anyja és éppen ott tartózkodó testvérei azonnal felismerték, hogy ő az eltűnt Francisco.
A halember ezután évekig anyja házában élt, de személyisége teljesen megváltozott. Semmi iránt nem mutatott érdeklődést, nem is beszélt, legfeljebb egy-egy szót, például kenyér vagy bor – de ezeket sem akkor mondta, amikor éhes vagy szomjas lett volna. Mindig mezítláb, sőt, néha teljesen meztelenül járt. Néha mohón falta az ételt, máskor négy-öt napig nem evett semmit. Amikor valamilyen feladattal megbízták, azt szó nélkül teljesítette. Mindezek miatt az emberek bolondnak tartották.
Kilenc év elmúltával aztán eltűnt a tengerben, és többé nem hallott róla senki.

## Megjelenése írásokban és más művészeti ágakban
Az első ismert írás, amelyben a legenda szerepel, Benito Jerónimo Feijoo Teatro crítico universal című esszégyűjteménye a 18. század első feléből. 1748-ban a liérganesi pap, Fernando Antonio del Hoyo Venero írt a halemberről, kiegészítve olyan „hőstettekkel”, mint például egy hatalmas tengeri angolnával való küzdelem. 1884-ben a La Ilustración Española y Americana, 1913. március 12-én pedig az Alrededor del Mundo közölt írást a halemberről. 1919-ben a Nuevo Mundóban is megjelent a történet, de ott jobban kiszínezve: itt például olyanokat is megemlítenek, hogy a halember állítólag még a La Manche-ban és a dán partoknál is feltűnt, mielőtt Cádizban elfogták volna.
2017-ben José Antonio Abella regényt jelentetett meg El hombre pez, azaz „A halember” címmel, amely a liérganesi halemberről szól.
A liérganesi kőhíd lábánál szobrot emeltek, amely a halembert ábrázolja, a közelben található 17. századi malom épületében pedig egy kis múzeumot rendeztek be, ami a halember legendájával foglalkozik.